# Іхсаніє (станція метро)
41°14′34″ пн. ш. 28°48′32″ сх. д. / 41.242862359829° пн. ш. 28.808991740825° сх. д.
Іхсаніє (тур. İhsaniye) — метростанція на лінії М11 Стамбульського метро. 
Введена в експлуатацію 22 січня 2023.

Розташування: станція розташована у мікрорайоні Іхсаніє, Еюпсултан, Стамбул.
Конструкція: колонна трипрогінна мілкого закладення, типу горизонтальний ліфт з однією острівною прямою платформою.
Пересадки
- Автобуси: 48F, 48KA, 48M, 48P

| Попередня станція     | Лінія | Лінія                            | Лінія | Наступна станція            |
| --------------------- | ----- | -------------------------------- | ----- | --------------------------- |
| Гьоктюрк до Кягитхане |       | M11 (Стамбульський метрополітен) |       | Аеропорт Стамбул до Халкали |